# Nove Davîdkovo, Muncaci
Nove Davîdkovo (în ucraineană Нове Давидково) este o comună în raionul Muncaci, regiunea Transcarpatia, Ucraina, formată numai din satul de reședință.

## Demografie
Componența lingvistică a comunei Nove Davîdkovo
     Ucraineană (98,6%)
     Alte limbi (1,24%)
Conform recensământului din 2001, majoritatea populației comunei Nove Davîdkovo era vorbitoare de ucraineană (98,6%), existând în minoritate și vorbitori de alte limbi.